# Pétur Pétursson
Pétur Gudlaugur Pétursson (ur. 27 czerwca 1959 w Akranes) – islandzki piłkarz, w trakcie kariery występujący na pozycji napastnika. Grał m.in. w holenderskim klubie Feyenoord i belgijskim RSC Anderlecht. W reprezentacji Islandii zadebiutował w 1978 roku. W latach 1978–1990 rozegrał w niej 41 meczów, w których zdobył jedenaście bramek.